# 베트남 조국전선

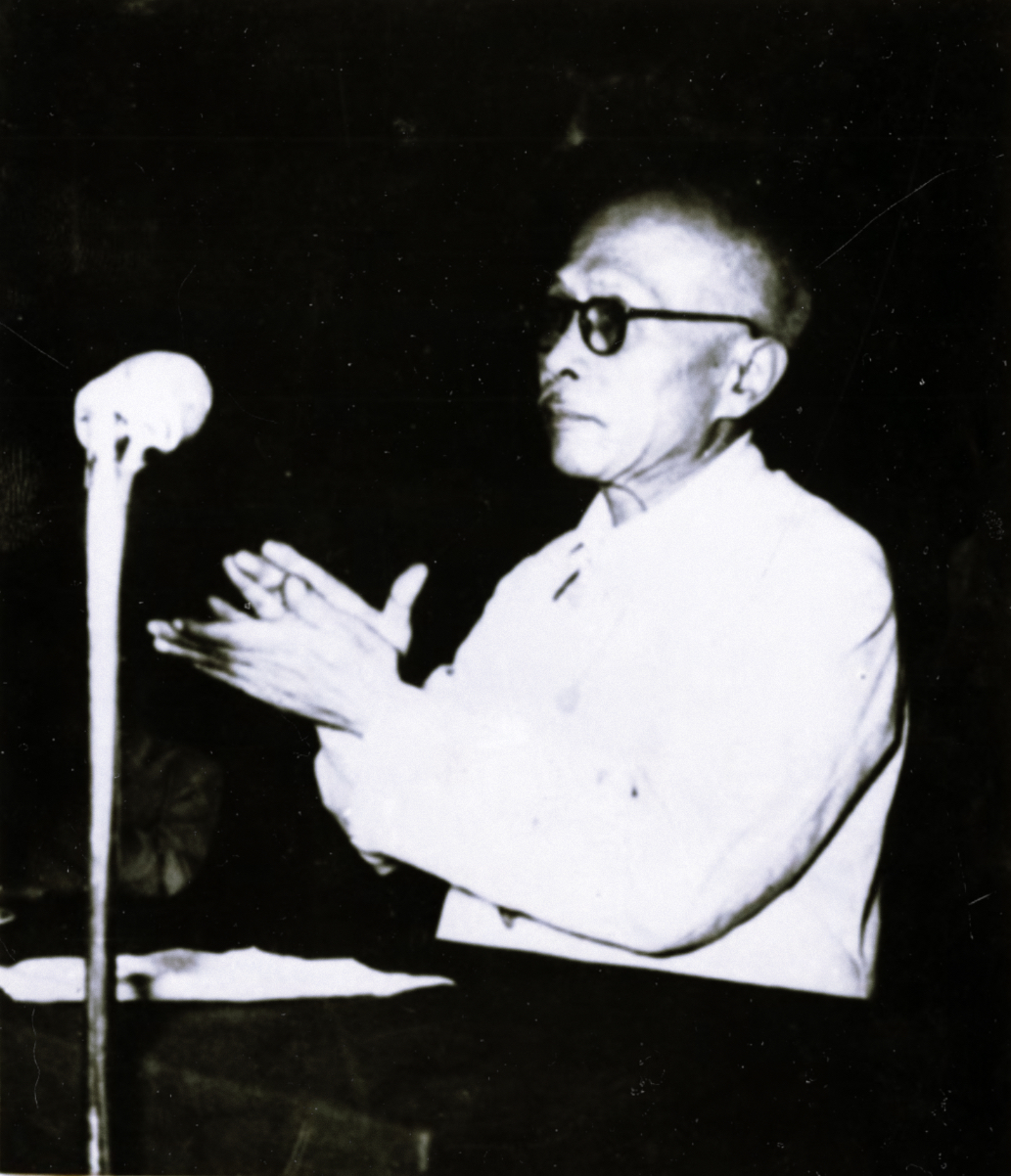
1955년, 베트남 조국 전선 창당 선언을 하는 똔득탕

베트남 조국 전선(베트남어: Mặt Trận Tổ Quốc Việt Nam)은 1977년 2월 창당된 베트남 공산당이 속한 베트남 내의 국내 조직으로, 분단 당시 남베트남 지역에 존재하였던 남베트남 민족해방전선과 국가 동맹, 베트남 민주평화군 등을 선행 조직으로 하여 만들어졌다. 대체적으로 베트남 사회주의 공화국의 친정부 성향을 띠며, 공산주의와 좌파 민족주의를 이념으로 표방한다. 이 조직에는 베트남 공산당과 베트남 피오네르 소년단 동맹과 호치민 공산주의 청년 동맹 등을 포함하며, 1988년 이전에는 베트남 민주당과 베트남 사회당도 포함하였다.

## 참고 자료
- Van, Dang. "The Rebirth of the Democratic Party of Vietnam and a basic principle of constitutionalism". newsgroups.derkeiler.com. derkeiler. Retrieved 4 March 2015.